# 교토쿠
교토쿠(享徳, きょうとく)는 일본의 연호(元号) 중 하나이다.
- 전후 : 호토쿠(宝徳) 이후 - 고쇼(康正) 이전.
- 시기 : 1452년 ~ 1454년
- 천황 : 고하나조노 천황
- 쇼군 : 무로마치 막부의 아시카가 요시마사

## 개원(改元)
- 호토쿠 4년 7월 25일(율리우스력 1452년 8월 10일), 삼합의 액운(三合の厄)을 피하기 위해 개원.
- 교토쿠 4년 7월 25일(율리우스력 1455년 9월 6일), 고쇼로 개원된다.

고쇼로 개원될 당시 무로마치 막부가 토벌중이었던 고가 구보・아시카가 시게우지는 고쇼 이후의 개원을 인정하지 않았다. 때문에 이후에도 간토 지방의 넓은 지역에서는 「1478년(교토쿠 27년)」(=분메이 10년)까지 교토쿠 연호가 사용되었다.

## 출전
『상서(尙書)』의 「世世享德、萬邦作式」.

## 교토쿠 시기에 일어난 일
- 3년
  - 교토쿠의 난

## 서력과의 대조표
| 교토쿠 | 원년   | 2년    | 3년    | 4년    |
| ------ | ------ | ------ | ------ | ------ |
| 서력   | 1452년 | 1453년 | 1454년 | 1455년 |
| 간지   | 임신   | 계유   | 갑술   | 을해   |

## 같이 보기
- 일본의 연호 일람

| 이전 호토쿠 | 일본의 연호 1452년 ~ 1455년 | 다음 고쇼 |